# Izocukor
Az izocukor magas fruktóztartalmú szirup, melyet a kukoricakeményítő enzimes hidrolízisével, tisztításával és sűrítésével nyernek ki. Magyarországon a 2-es típusú cukorbetegség előfordulásának gyakorisága és a kukoricaszirup-fogyasztás adatai között korreláció van.

## Leírása
Az izocukor főleg egyszerű cukormolekulákból álló nehezen kristályosodó folyékony cukor. Glükóz, fruktóz és típustól függően különböző mértékben magasabb rendű cukrok vizes oldata, magas kalóriaértékkel rendelkező cukorszirup, amely alkalmas a kristálycukor helyettesítésére. Az izocukor természetes alapanyagokból mesterségesen előállított édesítőszer. Az izocukor egy mesterséges édesítőszer. Magyarországon is állítanak elő kizárólag GMO mentes kukoricából. Ezzel az édesítő szerrel kiváltható a kristálycukor használata. Az izocukor keményítő enzimes hidrolízisével nyert glükózszörpből izomerizációs reakcióval előállított magas fruktóz tartalmú glükóz-fruktóz szirup. Az izocukor folyékony állapotú így a használata során nem kell energiát és időt fordítania feloldására. A kereskedelemben két formája található meg az első generációs izocukor 42% fruktózból és 58% glükózból áll jelölése az F42, ez egy barna színű folyadék szobahőmérsékleten tárolva a glükóz kiválik belőle és kikristályosodik. A második generációs izocukor 55% fruktózból és 45% glükózból áll ez egy kicsit aranyszínű viszkózus folyadék, az iparban ma ezt alkalmazzák leginkább, mert nincs benne kiválás. Az izocukor jó nedvszívó ezzel megakadályozza az élelmiszerek vízvesztését.

## Felhasználása
A kukoricakeményítőből nyert izocukrot a répacukor helyettesítésére adagolják a kemény cukorkákhoz, mivel édesítő hatása és íze nagyon hasonlít a répacukoréhoz.